# Шкирмановка
Шкирмановка (укр. Шкирманівка) — село,
Мироновский сельский совет,
Шосткинский район,
Сумская область,
Украина.
Код КОАТУУ — 5925384903. Население по переписи 2001 года составляло 168 человек.

## Географическое положение
Село Шкирмановка находится недалеко от истоков пересыхающей речушки Борщевец.
Примыкает к селу Мироновка.
Село находится на опушке большого лесного массива урочище Большая Волока.